# الطريق إلى المغرب
الطريق إلى المغرب (بالإنجليزية: Road to Morocco)‏ ، هي فيلم أمريكي من نوع كوميدي، أنتجت عام 1942م، أنتجها باراماونت بيكتشرز الأمريكية.

## وصلات خارجية
- الطريق إلى المغرب على موقع IMDb (الإنجليزية)
- الطريق إلى المغرب على موقع الموسوعة البريطانية (الإنجليزية)
- الطريق إلى المغرب على موقع روتن توميتوز (الإنجليزية)
- الطريق إلى المغرب على موقع نتفليكس (الإنجليزية)
- الطريق إلى المغرب على موقع ألو سيني (الفرنسية)
- الطريق إلى المغرب على موقع Turner Classic Movies (الإنجليزية)
- الطريق إلى المغرب على موقع أول موفي (الإنجليزية)
- الطريق إلى المغرب على موقع فيلمافينيتي (الإسبانية)
- الطريق إلى المغرب على موقع قاعدة بيانات الأفلام السويدية (السويدية)
- الطريق إلى المغرب على موقع قاعدة بيانات الفيلم (الإنجليزية)
- الطريق إلى المغرب على موقع أول موفي.